# Wappen der Gemeinde Kirchberg (Oberbayern)
Das Wappen der Gemeinde Kirchberg ist seit 1982 neben der Flagge das offizielle Hoheitszeichen von Kirchberg.

## Blasonierung
„In Blau rechts ein wachsender silberner Kirchturm mit goldener Zwiebelhaube, links schräg gekreuzt ein goldener Schlüssel und ein gestürztes silbernes Schwert mit goldenem Griff.“

## Geschichte
Das Wappen wurde vom Freisinger Heraldiker Theodor Goerge gestaltet.
Das Wappen zeigt symbolisch die zwei wichtigsten Punkte in der Geschichte von Langenpreising auf. So wird das Stammwappen der Grafen von Preysing (In Rot eine Silberne Zinnenmauer) sowie das Wappen des Stiftes Obermünster (In Blau 9 goldene heraldische Lilien) vereinigt. Die Grafen von Preysing hatten seit dem 11. Jahrhundert nachweislich große Besitztümer in Langenpreising. Die Kirche des Ortes kam im 10. Jahrhundert durch Schenkung an das Stift Obermünster, in wessen es bis ins 19. Jahrhundert blieb.
Die Regierung von Oberbayern genehmigte mit Beschluss vom 28. September 1982 die Führung des Wappens durch die Gemeinde.